# Campionati mondiali di pattinaggio di velocità su distanza singola 2024 - Sprint a squadre maschile
L'evento dello sprint a squadre maschile dei Campionati mondiali di pattinaggio di velocità su distanza singola 2024 si è svolto il 15 febbraio 2024 alla Olympic Oval di Calgary, in Canada.

## Risultati
| Pos | Pair | Corsia | NOC                                                                       | Tempo    | Diff  |
| --- | ---- | ------ | ------------------------------------------------------------------------- | -------- | ----- |
| 1   | 2    | o      | Canada Anders Johnson Laurent Dubreuil Antoine Gélinas-Beaulieu           | 1:17.173 |       |
| 2   | 1    | o      | Paesi Bassi Janno Botman Jenning de Boo Tim Prins                         | 1:17.175 | +0.00 |
| 3   | 2    | i      | Norvegia Henrik Fagerli Rukke Bjørn Magnussen Håvard Holmefjord Lorentzen | 1:17.31  | +0.14 |
| 4   | 3    | o      | Cina Deng Zhihan Du Haonan Ning Zhongyan                                  | 1:17.32  | +0.15 |
| 5   | 4    | o      | Polonia Marek Kania Piotr Michalski Damian Żurek                          | 1:17.37  | +0.20 |
| 6   | 3    | i      | Stati Uniti Austin Kleba Cooper McLeod Zach Stoppelmoor                   | 1:17.40  | +0.23 |
| 7   | 4    | i      | Germania Moritz Klein Stefan Emele Hendrik Dombek                         | 1:18.80  | +1.63 |
| 8   | 1    | i      | Corea del Sud Kim Jun-ho Kim Tae-yun Cho Sang-hyeok                       | 1:19.61  | +2.44 |